# Disponibilité en valeur
La disponibilité valeur ou distribution valeur (DV) est un indicateur utilisé en marketing dans la grande distribution afin de mesurer l'efficacité de la politique de référencement adoptée par l'entreprise.
Exprimé en pour cent, elle correspond à la proportion des ventes totales dans la catégorie de produits réalisés dans les magasins détenteurs.
Elle est fournie par les panels de distributeurs.
- DV = 
CA des ventes totales de la catégorie de produits réalisé dans les points de vente étudiés /
 CA des ventes totales de la catégorie de produits réalisé dans l'ensemble des points de vente de l'univers

Ainsi, une DV de 30 % signifie que 30 % du chiffre d'affaires de la catégorie de produit étudié est effectué dans les points de vente où est présent le produit.
On distingue DV vendante et DV détention. La DV vendante correspond à la proportion des ventes totales dans la catégorie de produits réalisés dans les magasins qui ont réalisé au moins une sortie de caisse de ce produit dans la semaine. La DV détention concerne tous les magasins qui détiennent le produit. On peut donc observer des différences entre DV vendante et DV détention.
Cela permet donc d'évaluer le potentiel des points de vente choisis pour distribuer le produit.
Comparer la DV à la disponibilité numérique (DN) permet d'affiner son analyse.